# Bedford TA
Il Bedford TA (chiamato anche Bedford A) è un autocarro prodotto da Bedford Vehicles dal 1953 al 1958, in sostituzione della vecchia Bedford M-Serie, che iniziò ad essere prodotta nel 1939 e alla fine fu interrotta nel 1952. In totale sono stati costruiti circa 200.000 autocarri TA, fino a quando non è stato infine modernizzato come la nuova serie TJ di autocarri per servizio medio.
Completamente nuovo rispetto al suo predecessore e simile ai Commer Superpoise e Leyland Comet, sebbene i camion TA fossero più popolari, a causa dei loro motori più grandi, che erano uno sviluppo delle unità Stovebolt.

## Storia

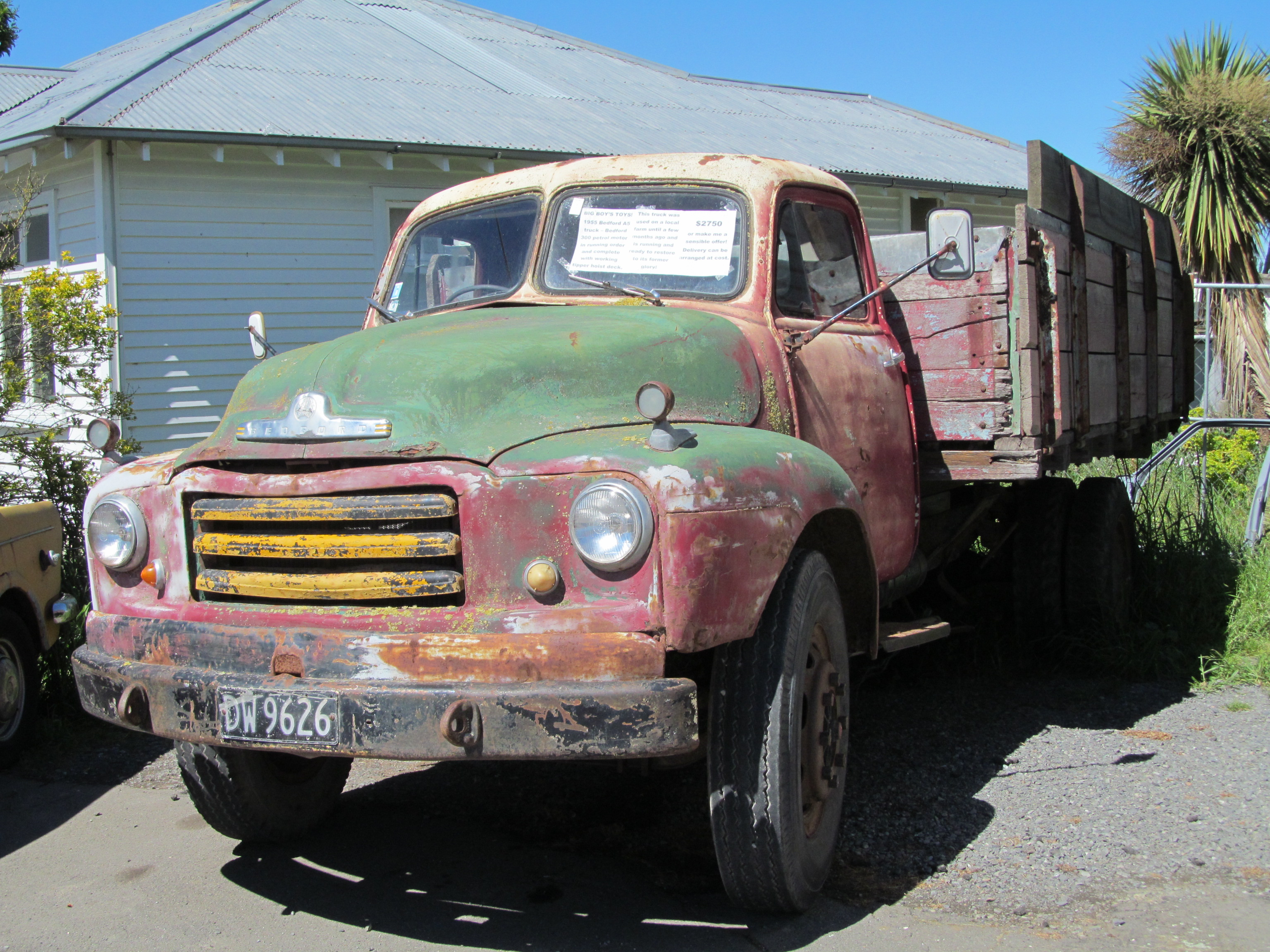
Camion di servizio della piattaforma di Bedford TA

Con la fine della seconda guerra mondiale, gli stabilimenti di Bedford erano stati riconvertiti in adatti solo alla produzione militare, per lo sforzo bellico, ed erano in uno stato precario, quindi il processo di ritorno alla produzione civile non fu facile, quindi il l'azienda zoppicava con i modelli Bedford M-Serie e O-Serie obsoleti, quindi, per rimanere redditizia, ha deciso di dare la priorità alla propria produzione principalmente per l'esportazione, cosa che è accaduta con quasi tutte le aziende automobilistiche britanniche, in un nuovo modo chiamato "Export or Die" che fu anche responsabile dello sviluppo della Land Rover che divenne una leggenda.
Durante quel periodo la General Motors, la casa madre di Vauxhall Motors, che controllava Bedford, prosperava negli Stati Uniti con nuovi modelli come i camion Chevrolet Bel Air e Chevrolet Advance Design, che erano i camion più popolari sul mercato, durante quel periodo tempo intorno. Per ridurre i costi si decise di importare un camion Chevrolet Advance Design nello stabilimento di Luton, per creare un nuovo modello basato sull'attrezzatura del camion americano invece di svilupparne uno nuovo interamente.
Durante il lancio della serie TA, molte macchine da stampa automobilistiche hanno notato le somiglianze tra Advance Design e TA e hanno suggerito che alcuni pannelli fossero persino intercambiabili, ma Bedford ha suggerito che a parte una somiglianza nel design (che è stata applicata anche a il riprogettato Opel Blitz) non c'era alcuna comunanza meccanica tra questi camion, poiché se l'azienda avesse "copiato" il design del camion americano, ci sarebbero stati problemi di produzione, poiché il camion Bedford era più pesante e l'Advance Design era pronto per essere interrotto, sebbene lo stile fosse considerato nuovo nel Regno Unito, una caratteristica chiave che rese il camion un grande successo.
Quando il camion è stato rilasciato, è stato presentato ai concessionari e agli operatori di flotte di grandi dimensioni, che hanno dato recensioni positive al camion e le vendite iniziali erano molto superiori alla capacità di produzione negli stabilimenti di Bedford, quindi si sono verificate carenze e ritardi nella produzione. Durante l'anno modello 1954, alcune modifiche includevano una nuova pressatura del cofano con una cresta a forma di T rialzata che rafforzava la parte anteriore complessiva del veicolo.
La serie TA è stata prodotta in molte versioni, inclusi furgoni, cabinati, autocarri con cassone ribaltabile ed è stata realizzata anche una variante della polizia per l'esportazione a Hong Kong. Nel 1957 la serie fu modernizzata come la serie TD e ricevette un avantreno leggermente diverso. Qualche tempo dopo il veicolo ha ricevuto un rapporto al ponte diverso. La produzione terminò nel 1958, con 37.758 prodotti in quell'anno a causa della grande concorrenza.
Si prevedeva di sostituire il veicolo con un camion completamente nuovo, ma poiché lo stile rimaneva ancora popolare e Bedford si concentrava maggiormente sui camion Bedford TK e Bedford RL, si decise di rinnovare il modello e rinominarlo nella serie TJ. che ha continuato la produzione per oltre 40 anni in più, sebbene fosse stata ritirata dal mercato britannico nel 1975, con una produzione concentrata solo sul mercato di esportazione.